# Jocelyne LaGarde
Jocelyne LaGarde, tahitianisch Tetuanuira (* 1924 in Tahiti; † 12. September 1979 in Papeete, Tahiti) war eine französisch-polynesische Schauspielerin. Bekanntheit erlangte die Laiendarstellerin durch ihre einzige Filmrolle in der Hollywood-Produktion Hawaii (1966), die ihr den Golden Globe Award und eine Oscar-Nominierung einbrachte.

## Leben
Jocelyne LaGarde wurde 1924 auf Tahiti geboren, der größten Insel Französisch-Polynesiens. Sie war eine Nachfahrin von Pomaré V., dem letzten König von Tahiti. Ihr tahitianischer Name lautete Tetuanuira. Obwohl sie niemals zuvor als Schauspielerin gearbeitet hatte und über keinerlei Englisch-Kenntnisse verfügte, erhielt LaGarde 1965 den Part der Königin Malama Kanakoa in George Roy Hills Kinofilm Hawaii (1966). Das Historiendrama mit Julie Andrews und Max von Sydow in den Hauptrollen basiert auf der gleichnamigen Romanvorlage von James Michener aus dem Jahr 1959 und erzählt von einem Missionarsehepaar aus Neuengland, das Mitte des 19. Jahrhunderts auf Lāhainā, Maui mit den Problemen der Christianisierung der hawaiischen Ureinwohner konfrontiert wird. LaGardes Figur war der echten hawaiianischen Königin Kaʻahumanu nachempfunden.
Zur Zeit ihrer Entdeckung lebte die Laiendarstellerin in einem großen, im Kolonialstil erbauten Haus in Papeete, das sie mit einer Tante und zahlreichen weiteren Verwandten bewohnte. Ein Bruder arbeitete als Buchhalter in Paris. Für die seinerzeit ca. 15 Mio. US-Dollar teure englischsprachige Produktion, die vom Februar bis Oktober 1965 u. a. an Original-Schauplätzen auf Hawaii und Tahiti abgedreht wurde, musste die französischsprachige Jocelyne LaGarde ihren Dialog phonetisch mit Hilfe eines Sprachlehrers erlernen. Regisseur George Roy Hill weigerte sich, LaGarde professionellen Schauspielunterricht zukommen zu lassen. Sie sollte so natürlich wie möglich vor der Kamera agieren und nur ihren Text auswendig lernen. LaGarde hatte zuvor nur französische Filme gekannt. Sie zählte Jean Delannoys Und es ward Licht (1946) zu ihren Lieblingsfilmen und schwärmte für Charles Boyer und Danielle Darrieux. Bekannt war sie jedoch mit Marlon Brando und Tarita Teriipaia, die Anfang der 1960er Jahre auf Tahiti gemeinsam den Film Meuterei auf der Bounty (1962) abgedreht hatten.
Knapp ein Jahr nach Beendigung der Dreharbeiten feierte Hawaii am 10. Oktober 1966 seine Premiere in den USA. Um ihren Film zu bewerben, hatte LaGarde erstmals ihre Heimat Tahiti verlassen und reiste nach Asien, Europa und Nordamerika. Sie wurde u. a. auch in die Fernsehshow von Johnny Carson eingeladen. George Roy Hills Inszenierung fand jedoch kaum Zuspruch bei Kritikern. Vincent Canby, Journalist der New York Times, titelte schon einen Tag nach der Uraufführung in seiner Filmkritik, dass sich die Handlung des Films den paradiesischen Drehorten unterzuordnen hätte. Tatsächlich hatten die Drehbuchautoren des Films, Dalton Trumbo und Daniel Taradash, für ihre Arbeit nur den Abschnitt von 1821 bis 1840 aus Micheners epischem Roman, Hawaii, zurückgegriffen. Dennoch lobten die Kritiker die schauspielerischen Leistungen des Ensembles, insbesondere die der Laiendarsteller, zu denen auch Jocelyne LaGarde gehörte. Die 1,83 m große und 136 Kilogramm schwere Schauspielerin wurde 1967 von der Hollywood Foreign Press Association für den Golden Globe Award als Beste Nebendarstellerin nominiert und gewann die Auszeichnung überraschend gegen so renommierte US-amerikanischen Schauspielerinnen wie Geraldine Page (Big Boy – Jetzt wirst du ein Mann) oder Shelley Winters (Der Verführer läßt schön grüßen).
Knapp zwei Monate später bei der Oscarverleihung 1967 war Hawaii für sieben Academy Awards nominiert. Vom Darsteller-Ensemble war nur Jocelyne LaGarde für ihre Rolle als Stammeskönigin in der Kategorie Beste Nebendarstellerin nominiert worden. Bei der Zeremonie am 10. April 1967 im Santa Monica Civic Auditorium musste sich die Polynesierin jedoch der US-Amerikanerin Sandy Dennis (Wer hat Angst vor Virginia Woolf?) geschlagen geben.
Trotz des großen Erfolgs, den sie mit ihrer ersten Filmrolle erntete, wurden Jocelyne LaGarde keine weiteren Filmrollen mehr angeboten. Daraufhin kehrte sie in ihre Heimat zurück („Ich werde das gleiche Leben wie zuvor verbringen. Ich bin glücklich, dass ich das Leben kenne, das die neue Generation nicht sehen wird. […] Heute muss jeder arbeiten, um zu essen. Kein Ernähren mehr von Brotfrucht und Kokosnüssen.“) LaGarde starb 1979 in ihrem Zuhause auf Papeete, Tahiti. Bis heute gilt sie als einzige Schauspielerin in der Oscar-Geschichte, die für ihren einzigen Filmauftritt für den Academy Award nominiert wurde.

## Filmografie
- 1966: Hawaii

## Auszeichnungen
- 1967: Golden Globe Award für Hawaii (Kategorie: Beste Nebendarstellerin)
- 1967: Oscar-Nominierung für Hawaii (Beste Nebendarstellerin)